# Aughleam
Aughleam (irl. Eachléim) – wieś w Irlandii, w prowincji Connacht, w hrabstwie Mayo.